# Les Interdits
Pour plus de détails, voir Fiche technique et Distribution.
Les Interdits est un film dramatique franco-germano-russo-canadien écrit et réalisé par Philippe Kotlarski et Anne Weil sorti en 2013.

## Synopsis
En 1979 à Odessa, deux cousins entrent en contact avec des refuzniks.

## Fiche technique
- Titre : Les Interdits
- Réalisation : Philippe Kotlarski et Anne Weil
- Scénario : Philippe Kotlarski et Anne Weil
- Direction artistique :
- Décors : Bruno Margery
- Costumes : Alexia Crisp-Jones
- Photographie : Frédéric Serve
- Son :
- Montage : Mathilde Muyard et Bernard Sasia
- Musique :
- Production : Yael Fogiel et Laetitia Gonzalez
- Sociétés de production : Amérique Film, Les Films du poisson, Rock Films et Vandertastic Films
- Société de distribution : Pyramide Distribution
- Pays d’origine :  France/ Allemagne/ Russie/ Canada
- Langue originale : français/hébreu/russe/anglais
- Format :
- Genre : drame
- Durée : 92 minutes
- Dates de sortie : 
  -  France : 27 novembre 2013

## Distribution
- Soko : Carole
- Jérémie Lippmann : Jérôme
- Vladimir Fridman : Viktor
- Ania Bukstein : Vera
- Alexandre Chacon: David
- Marina Tomé : Mme Cordelier
- Martin Nissen

## Distinctions

### Sélections
- Festival international du film de Toronto 2013